# Carcelia dubia
Carcelia dubia là một loài ruồi trong họ Tachinidae.